# Lista de programas produzidos pela All3Media
Esta é uma lista de programas produzidos por All3Media, a empresa atualmente maior e pertencente 50% Warner Bros. Discovery e 50% Liberty Global.

## North One Television
| Título                         | Rede                                     | Exibição      | Notas |
| ------------------------------ | ---------------------------------------- | ------------- | ----- |
| Fifth Gear                     | Channel 5 (UK), Discovery, History, ITV4 | 2002-2016     |       |
| Britain's Biggest Brood        | ITV                                      | 2003          |       |
| The Gadget Show                | Channel 5 (UK)                           | 2004-Presente |       |
| It's Not Easy Being a Wolf Boy | Channel 5 (UK)                           | 2005          |       |
| My 100,000 Lovers              | Channel 5 (UK)                           | 2005          |       |
| Gadget Man                     | Channel 4                                | 2012-Presente |       |
| Speed with Guy Martin          | Channel 4                                | 2013-Presente |       |
| Travel Man                     | Channel 4                                | 2015-Presente |       |

## South Pacific Pictures
| Título                | Rede                    | Exibição      | Notas |
| --------------------- | ----------------------- | ------------- | ----- |
| The Girl from Mars    | The Family Channel      | 1991          |       |
| Jackson's Wharf       | TVNZ                    | 1999-2000     |       |
| Mataku                | TV3                     | 2002          |       |
| Outrageous Fortune    | TV3                     | 2005-2010     |       |
| Maddigan's Quest      | TV3, Nine Network, CBBC | 2006          |       |
| Scoundrels            | ABC                     | 2010          |       |
| The Almighty Johnsons | TV3                     | 2011-2013     |       |
| Tatau                 | BBC Three               | 2015          |       |
| 800 Words             | Seven Network           | 2015-Presente |       |

## IDTV
| Título      | Rede  | Exibição  | Notas |
| ----------- | ----- | --------- | ----- |
| Campinglife | RTL 4 | 2001-2016 |       |
| Lingo       | GSN   | 2002-2007 |       |

## Bentley Productions
| Título           | Rede    | Exibição      | Notas |
| ---------------- | ------- | ------------- | ----- |
| The Broker's Man | BBC One | 1997-1998     |       |
| Midsomer Murders | ITV     | 1997-Presente |       |
| Ultimate Force   | ITV     | 2002-2008     |       |

## Lion Television
| Título                                           | Rede                   | Exibição      | Notas |
| ------------------------------------------------ | ---------------------- | ------------- | ----- |
| Homes Under the Hammer                           | BBC One                | 2003-Presente |       |
| Dealing with Dickinson                           | BBC One                | 2005          |       |
| Tales from the Green Valley                      | BBC Two                | 2005          |       |
| The Queen's Cavalry                              | BBC One                | 2005          |       |
| Vegas Virgins                                    | Challenge              | 2005          |       |
| S.W.A.T. USA                                     | TruTV                  | 2006          |       |
| The First Emperor: The Man Who Made China        | Channel 4              | 2006          |       |
| Daniel Libeskind: The Making of an Architect     | BBC Four               | 2007          |       |
| The Big Day                                      | BBC One                | 2007          |       |
| Egypt’s Lost Queens                              | BBC Two                | 2014          |       |
| The Secret History of the British Garden         | BBC Two                | 2015          |       |
| Supertruckers                                    | Quest                  | 2015-Presente |       |
| Mary Beard's Ultimate Rome: Empire Without Limit | BBC Two                | 2016          |       |
| Six Degrees of Murder                            | Investigação Discovery | 2016-Presente |       |
| Driven to Love                                   | We TV                  | 2016-Presente |       |

## Lime Pictures
| Título                | Rede          | Exibição      | Notas |
| --------------------- | ------------- | ------------- | ----- |
| Grange Hill           | BBC One, CBBC | 1978-2008     |       |
| Hollyoaks             | Channel 4, E4 | 1995-Presente |       |
| The Only Way Is Essex | ITV2, ITVBe   | 2010-Presente |       |
| Geordie Shore         | MTV           | 2011-Presente |       |
| Fresh Meat            | Channel 4     | 2011-2016     |       |
| Work Out New York     | Bravo         | 2015-2016     |       |
| Free Rein             | Netflix       | 2017-Presente |       |

## Company Pictures
| Título             | Rede           | Exibição      | Notas |
| ------------------ | -------------- | ------------- | ----- |
| Elizabeth I        | Channel 4, HBO | 2005          |       |
| The Ghost Squad    | Channel 4      | 2005          |       |
| Wild at Heart      | ITV            | 2006-2012     |       |
| Life Is Wild       | The CW         | 2007-2008     |       |
| Who Gets the Dog?  | ITV            | 2007          |       |
| Skins              | E4             | 2007-2013     |       |
| Beaver Falls       | E4             | 2011-2012     |       |
| The White Queen    | BBC One, Starz | 2013          |       |
| The White Princess | Starz          | 2017          |       |
| Bucket             | BBC Four       | 2017-Presente |       |

## Maverick Television
| Título              | Rede        | Exibição      | Notas |
| ------------------- | ----------- | ------------- | ----- |
| Chrisley Knows Best | USA Network | 2014–Presente |       |
| Kept Alive          | Oxygen      | Desconhecido  |       |

## Studio Lambert
| Título                | Rede      | Exibição      | Notas |
| --------------------- | --------- | ------------- | ----- |
| Undercover Boss       | CBS       | 2010-Presente |       |
| Gogglebox             | Channel 4 | 2013-Presente |       |
| True Tori             | Lifetime  | 2014          |       |
| Tattoo Fixers         | Channel 4 | 2015-Presente |       |
| Naked Attraction      | Channel 4 | 2016-Presente |       |
| Second Wives Club     | E!        | 2017-Presente |       |
| The Circle UK         | Channel 4 | 2018-Presente |       |
| Race Across the World | BBC Two   | 2019-Presente |       |
| The Circle US         | Netflix   | 2019-Presente |       |
| The Circle Brasil     | Netflix   | 2020-Presente |       |
| The Circle France     | Netflix   | 2020-Presente |       |

## Neal Street Productions
| Título         | Rede     | Exibição  | Notas |
| Penny Dreadful | Showtime | 2014-2016 |       |
| -------------- | -------- | --------- | ----- |

## Two Brothers Pictures
| Título       | Rede | Exibição     | Notas |
| ------------ | ---- | ------------ | ----- |
| Liar         | ITV  | Desconhecido |       |
| The Widow    | ITV  | Desconhecido |       |
| White Dragon | ITV  | Desconhecido |       |

## Betty
| Título                       | Rede | Exibição  | Notas |
| ---------------------------- | ---- | --------- | ----- |
| Bear Grylls: Mission Survive | ITV  | 2015-2016 |       |

## Raw TV
| Título                              | Rede              | Exibição      | Notas |
| ----------------------------------- | ----------------- | ------------- | ----- |
| Heathrow: Britain's Busiest Airport | ITV               | 2015-Presente |       |
| Harley and the Davidsons            | Discovery Channel | 2016          |       |
| Kennedys: An American Dynasty       | CNN               | 2018          |       |